# Svenska mästerskapen i längdskidåkning 2021
Svenska mästerskapen i längdskidåkning 2021 arrangerades den 9 till 11 februari 2021 i Borås och SM-avslutningen arrangerades den 8-11 april 2021 i Kalix.

## Medaljöversikt och resultat

### Skid-SM, Borås
| Tävling            | Guld                           | Guld      | Silver                           | Silver  | Brons                             | Brons   |
| ------------------ | ------------------------------ | --------- | -------------------------------- | ------- | --------------------------------- | ------- |
| Damer              |                                |           |                                  |         |                                   |         |
| 10 km (F)          | Ebba Andersson, Piteå Elit SK  | 27.11,3   | Lovisa Modig, SK Bore            | +1.47,6 | Anna Dyvik, IFK Mora SK           | +1.56,2 |
| Sprint (K)         | Anna Dyvik, IFK Mora SK        | 3.33,53   | Johanna Hagström, Ulricehamns IF | +0,55   | Emma Ribom, Piteå Elit SK         | +6,82   |
| 15 km masstart (K) | Ebba Andersson, Piteå Elit SK  | 42.47,4   | Johanna Hagström, Ulricehamns IF | +42,6   | Emma Ribom, Piteå Elit SK         | +47,7   |
| Herrar             |                                |           |                                  |         |                                   |         |
| 15 km (F)          | Jens Burman, Åsarna IK         | 36.42,7   | Björn Sandström, Piteå Elit SK   | +59,0   | Marcus Ruus, Åsarna IK            | +1.07,5 |
| Sprint (K)         | Anton Persson, SK Bore         | 3.16,48   | Johan Häggström, Piteå Elit SK   | +0,22   | Hugo Jacobsson, Falun-Borlänge SK | +3,06   |
| 30 km masstart (K) | Johan Häggström, Piteå Elit SK | 1.20.42,0 | Jonas Eriksson, IFK Mora SK      | +2,0    | Eric Rosjö, IFK Mora SK           | +3,9    |

### SM-avslutning, Kalix
| Tävling               | Guld                                                            | Guld      | Silver                                                     | Silver    | Brons                                                                | Brons     |
| --------------------- | --------------------------------------------------------------- | --------- | ---------------------------------------------------------- | --------- | -------------------------------------------------------------------- | --------- |
| Damer                 |                                                                 |           |                                                            |           |                                                                      |           |
| Stafett 3 x 5 km (K)  | Piteå Elit SK lag 1 Emma Ribom Ebba Andersson Jonna Sundling    | 43.19,6   | Falun-Borlänge SK Moa Ilar Maja Dahlqvist Louise Lindström | 45.15,6   | Piteå Elit SK lag 2 Lisa Vinsa Charlotte Kalla Sofia Henriksson      | 45.15,8   |
| Sprintstafett (F)     | Piteå Elit SK lag 1 Emma Ribom Jonna Sundling                   | 14.47,25  | Sollefteå Skidor IF Jenny Solin Frida Karlsson             | +6,00     | Piteå Elit SK lag 2 Charlotte Kalla Ebba Andersson                   | +18,50    |
| 30 km (F)             | Ebba Andersson, Piteå Elit SK                                   | 1.17.01,2 | Jonna Sundling, Piteå Elit SK                              | +1.57,9   | Charlotte Kalla, Piteå Elit SK                                       | +2.56,6   |
| Herrar                |                                                                 |           |                                                            |           |                                                                      |           |
| Stafett 3 x 10 km (K) | Piteå Elit SK Fredrik Andersson Björn Sandström Johan Häggström | 1.24.05,4 | Åsarna IK lag 1 Marcus Ruus Jens Burman William Poromaa    | 1.24.16,7 | Falun-Borlänge SK lag 1 Simon Andersson Leo Johansson Hugo Jacobsson | 1.26.59,4 |
| Sprintstafett (F)     | IFK Umeå lag 1 Erik Silfver Marcus Grate                        | 13.12,19  | Piteå Elit SK lag 1 Viktor Brännmark Johan Häggström       | +0,43     | Borås SK Gustav Nordström Karl-Johan Westberg                        | +0,49     |
| 50 km (F)             | Jens Burman, Åsarna IK                                          | 2.18.00,2 | William Poromaa, Åsarna IK                                 | +33,4     | Johan Häggström, Piteå Elit SK                                       | +1.30,6   |

## SM-tour 2021
Resultaten i de individuella tävlingarna under SM ligger till grund för beräkningen av resultat i SM-touren. En åkare måste delta i samtliga fyra individuella tävlingar för att kunna räknas med i SM-touren.

### Topp 5, damer
| Pl. | Namn             | Född | Klubb               | 10 km (F) | Sprint (K) | 15 km Mst (K) | 30 km (F) | Totalt |
| --- | ---------------- | ---- | ------------------- | --------- | ---------- | ------------- | --------- | ------ |
| 1   | Anna Dyvik       | 1994 | IFK Mora SK         | 43        | 50         | 37            | 18        | 148    |
| 2   | Lovisa Modig     | 1993 | SK Bore             | 46        | 34         | 30            | 28        | 138    |
| 3   | Moa Ilar         | 1997 | Falun-Borlänge SK   | 40        | 28         | 34            | 34        | 136    |
| 4   | Sofia Henriksson | 1994 | Piteå Elit SK       | 34        | 37         | 32            | 32        | 135    |
| 5   | Jenny Solin      | 1993 | Sollefteå Skidor IF | 37        | 32         | 24            | 14        | 107    |

### Topp 5, herrar
| Pl. | Namn                | Född | Klubb          | 10 km (F) | Sprint (K) | 15 km Mst (K) | 30 km (F) | Totalt |
| --- | ------------------- | ---- | -------------- | --------- | ---------- | ------------- | --------- | ------ |
| 1   | Björn Sandström     | 1995 | Piteå Elit SK  | 46        | 5          | 37            | 34        | 122    |
| 2   | Karl-Johan Westberg | 1992 | Borås SK       | 26        | 40         | 34            | 15        | 115    |
| 3   | Viktor Brännmark    | 1992 | Piteå Elit SK  | 12        | 37         | 32            | 28        | 109    |
| 4   | Jonas Eriksson      | 1997 | IFK Mora SK    | 28        | 0          | 46            | 0         | 74     |
| 5   | Daniel Richardsson  | 1982 | Hudiksvalls IF | 30        | 0          | 22            | 13        | 65     |